# قرار مجلس الأمن التابع للأمم المتحدة رقم 307

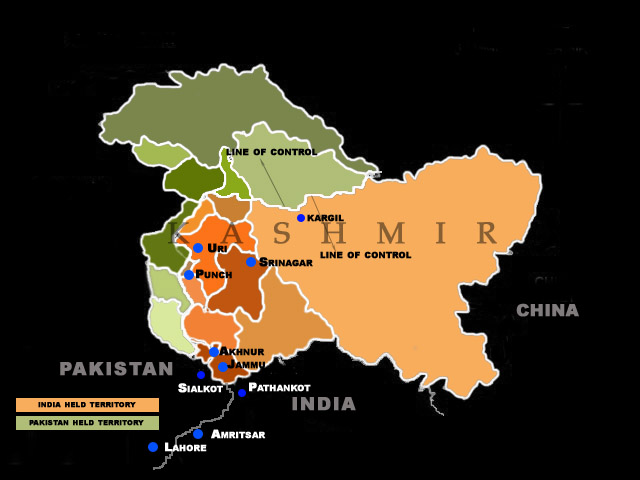

قرار مجلس الأمن التابع للأمم المتحدة رقم 307، المعتمد في 21 ديسمبر، بعد الاستماع إلى بيانين أدلي بهما من الهند وباكستان، طالب بمراعاة وقف إطلاق النار الدائم إلى أن يتم الانسحاب لاحترام خط وقف إطلاق النار في جامو وكشمير. ودعا المجلس أيضا إلى تقديم مساعدة دولية في التخفيف من معاناة اللاجئين وإعادة تأهيلهم، فضلا عن عودتهم إلى ديارهم، وطلب إلى الأمين العام أن يبقي المجلس على علم بالتطورات.
واعتمد القرار بأغلبية 13 صوتا مقابل لا شيء؛ وامتنع كل من جمهورية بولندا والاتحاد السوفياتي عن التصويت.